# Efraim Harju
Efraim Harju (eigentlich Matti Efer Harju; * 4. Juni 1889 in Kälviä; † 17. Juli 1977 in Kaarlela) war ein finnischer Mittel- und Langstreckenläufer.
Bei den Olympischen Spielen 1912 in Stockholm erreichte er im Crosslauf nicht das Ziel. Über 1500 m und im 3000-Meter-Mannschaftsrennen schied er im Vorlauf aus.

## Persönliche Bestzeiten
- 1500 m: 4:13,0 min, 1912
- 3000 m: 9:03,0 min, 1912